# آگوستین-الکساندر دامنت
آگوستین-الکساندر دامنت (انگلیسی: Augustin-Alexandre Dumont; ۴ اوت ۱۸۰۱ – ۲۸ ژانویهٔ ۱۸۸۴) مجسمه‌ساز اهل فرانسه بود.
وی همچنین برندهٔ جوایزی همچون لژیون دونور (شوالیه)، لژیون دونور (فرمانده)، لژیون دونور (افسر)، و جایزه بزرگ رم شده‌است.